# Aidan Kelly
Aidan Kelly es un poeta cofundador de la New Reformed Orthodox Order of the Golden Dawn, orden asociada a la brujería aparecida en San Francisco, en 1968. Fue uno de los críticos de la tradición esotérica que fundó Gerald Gardner y que luego desembocó en los inicios de la corriente espiritual denominada Wicca.
Kelly y sus compañeros de clase recrearon un sabbat para un proyecto de clase, basándose en varias fuentes, incluyendo el poema de Robert Graves «The White Goddess». El grupo que resultó de aquella experiencia se denominó a sí mismo con un cierto sentido del humor después como la famosa Orden Hermética de la Aurora Dorada, aunque no tuvieran contacto alguno entre ellas. Mientras conseguía el título de Doctorado en Filosofía a mediados de los 70, Kelly se convirtió también en el cofundador de the Covenant of the Goddess. Al mismo tiempo, él hacía públicamente uso de documentos escritos por Gerald Gardner, creyendo fervientemente que podría reconstruir a partir de ellos una historia con bases firmes de como Gardner había fundado la Wicca moderna. A finales de los 70, Kelly volvió a la Iglesia católica, pero dejó la práctica para ser iniciado en la Wicca Gardneriana a finales de los 80 de la mano de Lady Brighit en California. En 1991 quiso publicar un libro basado en su temprana búsqueda titulado Crafting the Art of Magic, pero al final la editorial no lo llevó a cabo. No fue hasta el 2007 cuando el libro fue reeditado en una edición revisada titulada Inventing Witchcraft.

## Crítica
La tesis del libro de Kelly Crafting the Art of Magic es que la Wicca fue enteramente una creación de Gerald Gardner. Fue duramente criticado por Donald H. Frew por haber citado erróneamente y extensivamente textos y fuentes para reforzar sus hipótesis. Por ejemplo, Kelly cita el libro de Gardner Ye Bok of ye Art Magical como el contenedor del siguiente texto:
«The Knights of the Temple, who used mutually to scourge each other in an octagon, did better still; but they apparently did not know the virtue of bonds and did evil, man to man. But perhaps some did know? What of the Church's charge that they wore girdles or cords?».
El texto actual se lee como sigue a continuación (incluyendo los errores):
«[...] The Knights of the Temple, who used to mutualy scurg each-other in an octagan did better still, but they aparantly did not know the virtue of bonds».
El texto acaba aquí, y no hace mención al «doing 'evil, man to man» («haciendo el mal, hombre con hombre»), una frase que Kelly utiliza para acusar a Gardner de homofobia. Frew cree que hay un orden rígido en el trabajo de Kelly, y señala que varias reclamaciones de Kelly no están reforzadas por ninguna evidencia real, como por ejemplo el comentario sobre que Gardner era adicto a la flagelación.